# 北拉布汉巴都县
北拉布汉巴都县，又译为北老武汗巴都县，是印度尼西亚北苏门答腊省的一个县，县治为艾加诺板。2007年，北拉布汉巴都县从拉布汉巴都县分出，独立建县。
该县的面积为9,323平方公里，2010年时的总人口数为331,660。2015年时的总人口数为351,097，人口密度每平方米99人。